# Pusula californica
Pusula californica is een slakkensoort uit de familie van de Triviidae. De wetenschappelijke naam van de soort werd in 1832 voor het eerst geldig gepubliceerd door George Brettingham Sowerby II.